# Epizoanthus koreni
Epizoanthus koreni är en korallart som beskrevs av Oscar Henrik Carlgren 1913. Epizoanthus koreni ingår i släktet Epizoanthus och familjen Epizoanthidae. Inga underarter finns listade i Catalogue of Life.